# Besedno učenje
Besedno učenje je učenje besed in drugih simbolov (števila ipd.). Je ena izmed štirih oblik učenja ter je najnaprednejša, naprednejša od klasičnega pogojevanja, instrumentalnega pogojevanja ter modelnega učenja.

## Ravni učenja
Besedno učenje nižje ravni
Učenje zaporednih besed, ki so med seboj povezane, ne da bi pri tem karkoli spreminjali (Učenje pesmi ali dela besedila na pamet).
Besedno učenje višje ravni ali smiselno besedno učenje
Snov poskušamo razumeti ter jo povzati s predhodnim znanjem, jo organizirati ter izraziti s svojimi besedami. Tako se učimo pojmov, zakonitosti in reševanja problemov. Pri smiselnem učenju je pomnenje znanja daljše, snov pa se naučimo hitreje.

## Razumevanje snovi
Snov razumemo če:
- jo lahko izrazimo s svojimi besedami
- lahko navedemo svoje primere zanjo
- jo prepoznamo v različnih okoliščinih in oblikah
- jo lahko povežemo z drugimi primeri in dejstvi
- jo uporabimo na različne načine
- lahko v naprej predvidimo nekatere posledice
- znamo poiskati njeno nasprotje